# Notiothereva simulata
Notiothereva simulata är en tvåvingeart som först beskrevs av Malloch 1932.  Notiothereva simulata ingår i släktet Notiothereva och familjen stilettflugor. Inga underarter finns listade i Catalogue of Life.